# 白川町
白川町（日语：／ Shirakawa chō */?）是日本岐阜縣加茂郡境內的一個次級行政單位，以東濃柏（東濃ヒノキ）與白川茶這兩種物產出名。白川町人口11,224人（2005年1月1日），在過去町內大部分人口都以從事農業與林業為生，但近年來已有逐漸減少轉型為服務業的趨勢。雖然名稱非常相近也同在岐阜縣境內，但白川町與因為有世界遺產登錄的數棟合掌造建築而聞名的白川村之間並沒有任何關聯（參見白川鄉與五箇山的合掌造村落），二者的行政疆界也完全沒有相連。

## 地理
白川町位於岐阜縣南部，其北邊是古時美濃國與飛驒國的交界，由於位在群山之間因此境內海拔落差極大，主要的聚落是從白川沿岸開始發展，境內有九成都是山林地。白川町西部有自北方流入的飛驒川，在町境內與自東邊流入的佐見川、白川、黑川與赤川合流，再朝西南方流出，町辦公室位於白川與飛驒川的交匯處附近。白川町與隔鄰的中津川市之間聳立著海拔1,223公尺高的二森山，而與東白川村及中津川市之間則有標高1,133公尺的尾城山。由於位居山區，當地氣候特性較接近內陸氣候，年均溫攝氏12度，年均降雨量則為2250公厘。
35°35′N 137°11′E / 35.583°N 137.183°E